# 馬爾他部

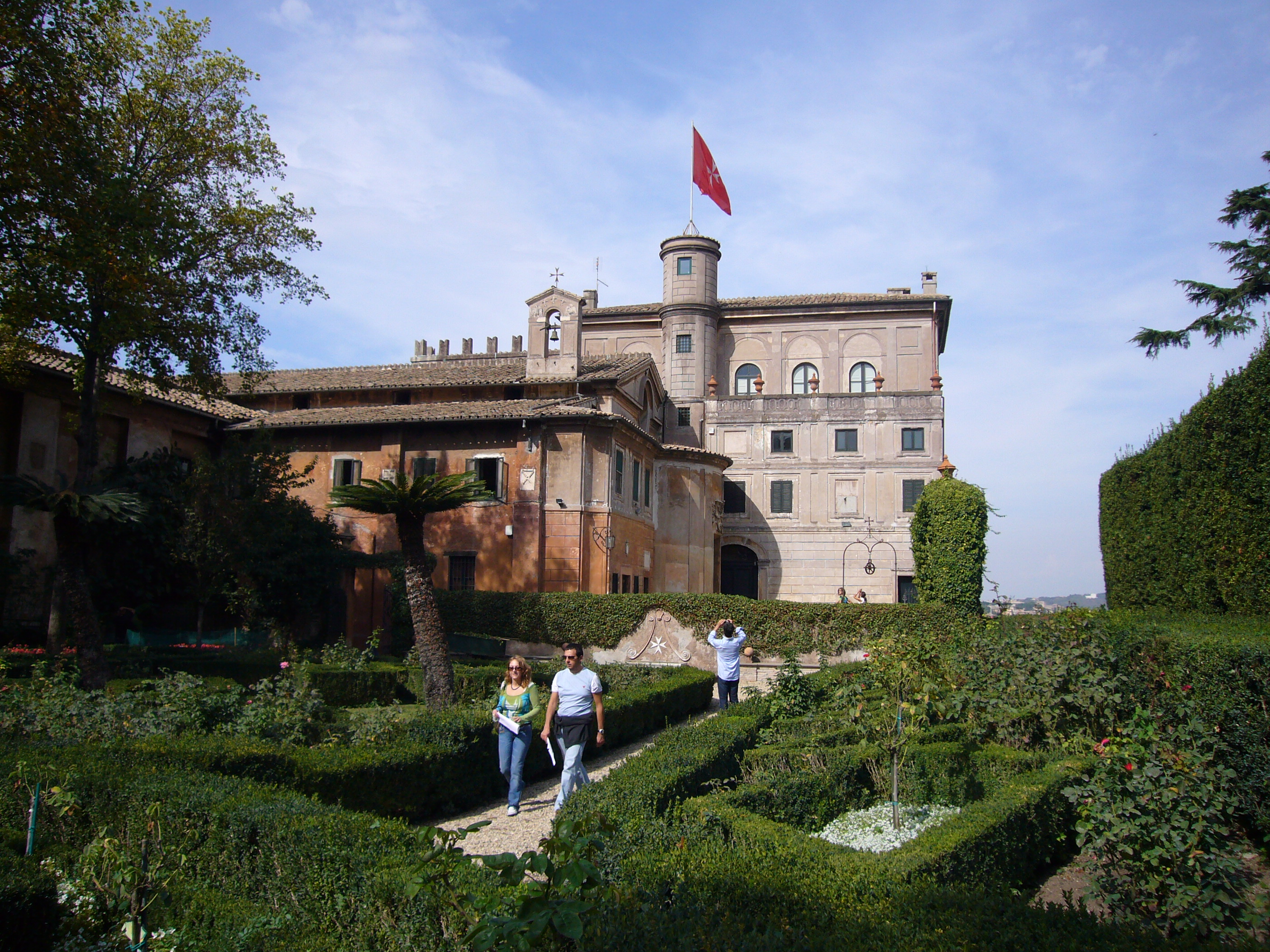
别墅和花园

馬爾他修道院別墅或称裁判官別墅位于羅馬的阿文提诺山，與馬爾他宮一起作爲馬爾他主權军事教團的两个主要建築。兩個建築都被意大利授予治外法權，亦是羅馬大修道院和馬爾他主權騎士團驻意大利大使館的所在地。

## 歷史
該地點位于高地，俯瞰台伯河，并緊挨羅馬的蘇布里基烏斯橋，早在十世纪就已是一座设防的本笃会修道院。这座修道院原为聖殿騎士團所有，在聖殿騎士團解散后，又被医院騎士團（现馬爾他騎士團的前身）接管。15世纪至17世纪进行了彻底的重建。該别墅于1869年被授予治外法權。主楼层挂著一组大團長肖像畫。

## 位置

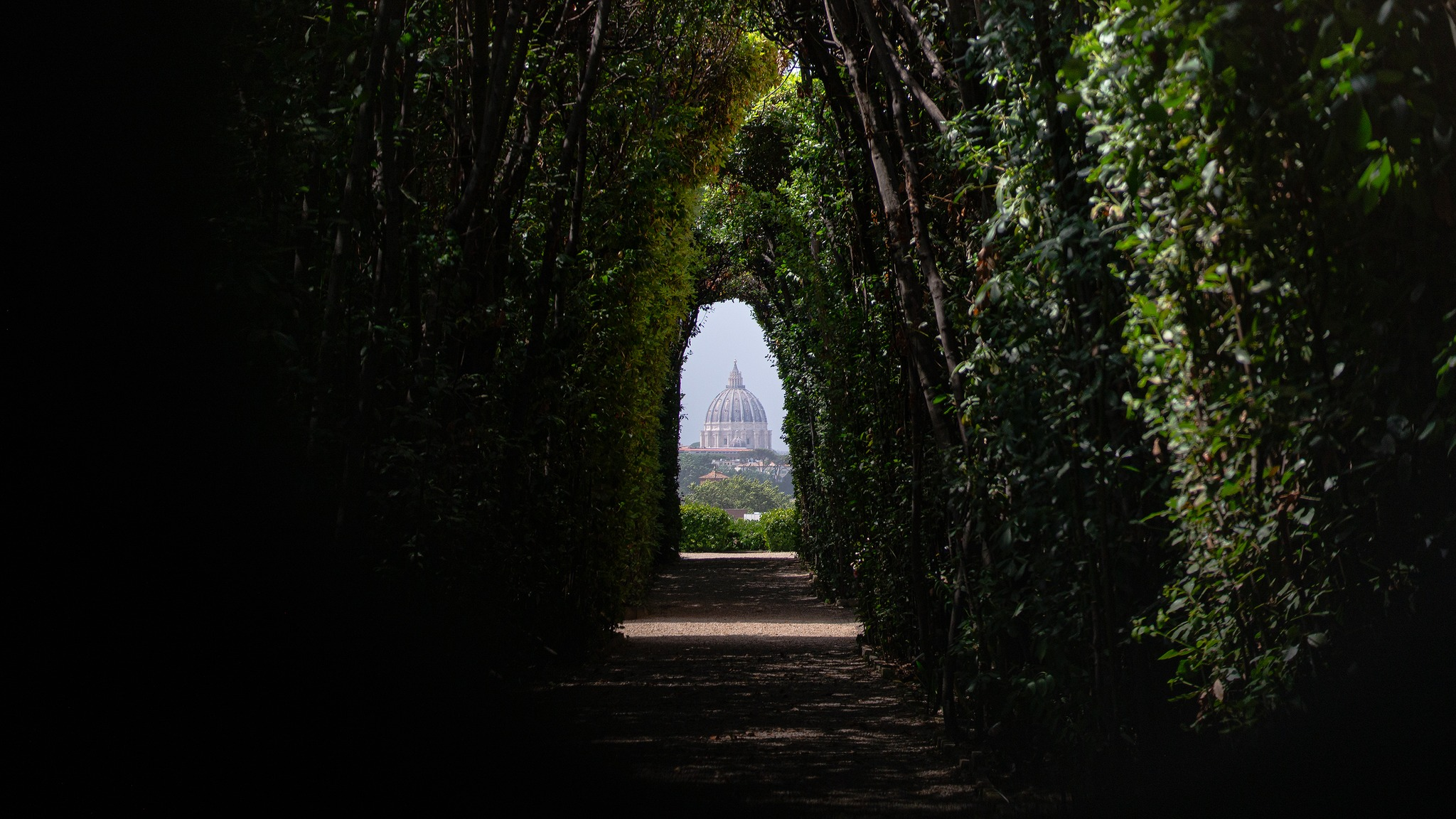
馬耳他騎士團鑰匙孔

沿着聖萨比纳大街（義大利語：Via di Santa Sabina）走到盡頭便可以到達馬爾他部，大街的尽头是馬爾他騎士广场（義大利語：Piazza dei Cavalieri di Malta），广场两侧环绕着本笃会花园裏的柏树，背后是1765年建造的方尖碑和石碑组成的屏风，由乔瓦尼·巴蒂斯塔·皮拉内西设计，这是这位羅馬风景蚀刻师为数不多的作品之一。前方矗立着新羅馬式的聖安塞尔莫教堂钟楼（1893-1900），与本笃会国际神学院（義大利語：Seminario Internazionale Benedettino）相连。

## 鎖孔

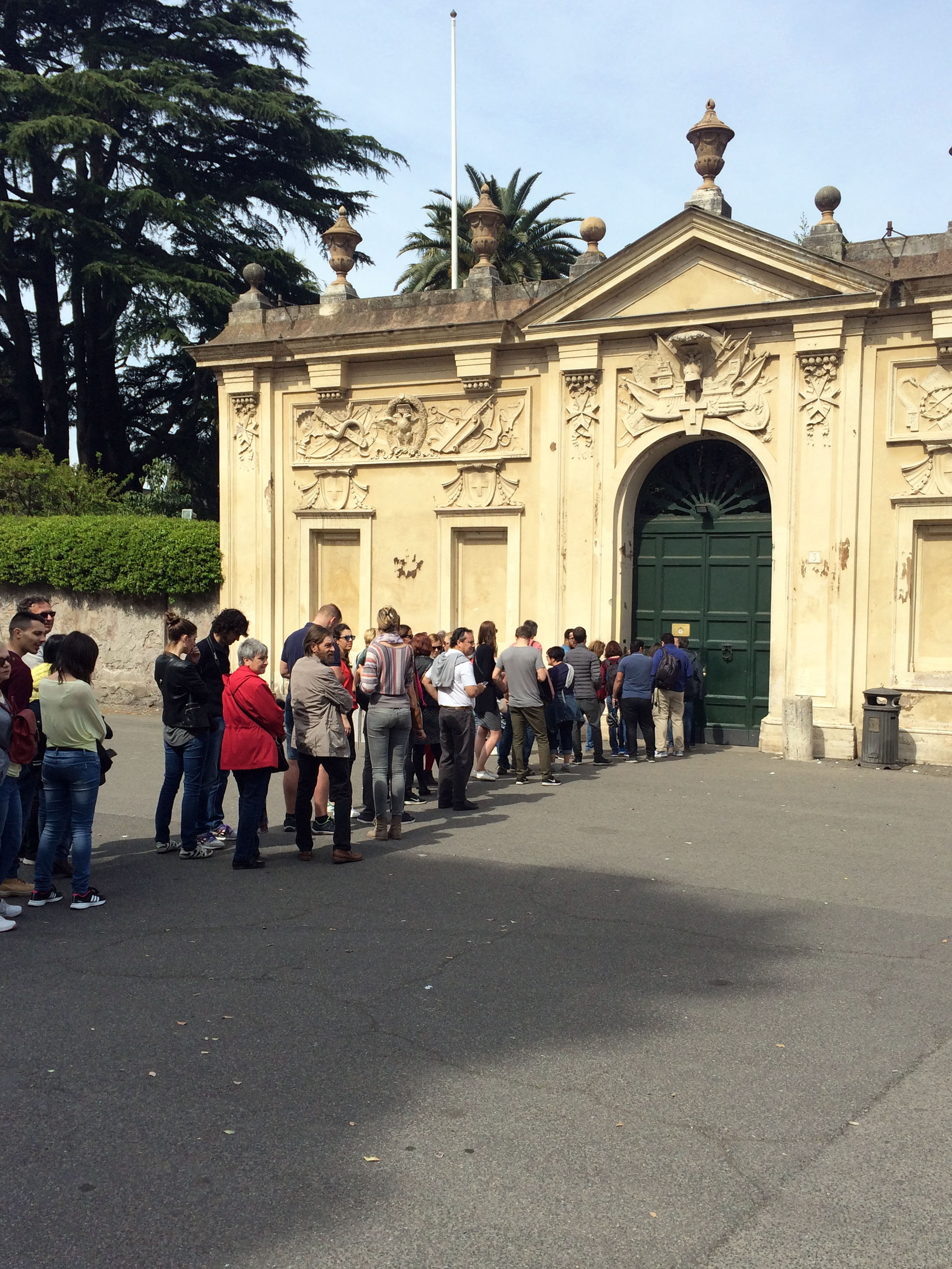
游客排隊“一眼看三國”

院墻是由皮拉内西受教皇克莱門特十三世的侄子卡洛·雷佐尼科枢機主教的委托设计的。
大門上的鎖孔（Il Buco Della Serratura）十分著名，可以“一孔看三国”(意大利、教廷、马耳他骑士团)。鑰匙孔中修剪过的柏树环绕花園小巷，尽头是梵蒂岡聖彼得大教堂铜绿色的圆顶。

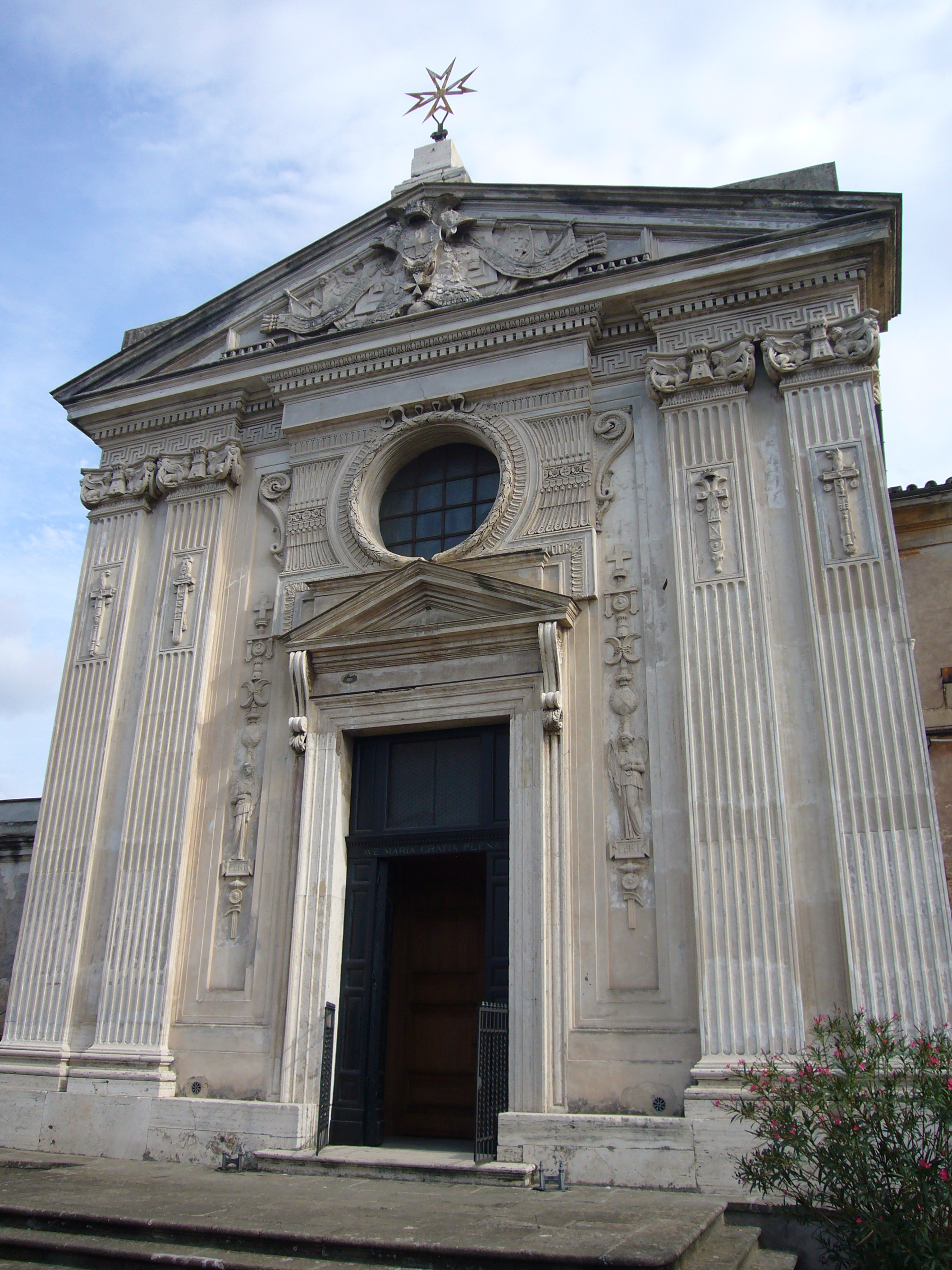
Santa Maria del Priorato, 喬凡尼·巴提斯塔·皮拉奈奇設計

花坛花园连接别墅与聖玛利亚德尔普里奥拉托教堂，这座古老的教堂，由皮拉内西（英語：Piranesi）于1765年重新设计，被認爲可能是最早的羅馬新古典主义建筑。教堂的正面頂部為低矮的楣饰；門两侧成對的壁柱以塔形柱头裝飾，两侧是坐着的史芬克斯像（英語：sphinxes）；整體以奇特而个性化的古典元素组合而成。